# Мики (город)
Мики (яп. 三木市 Мики-си) — город в Японии, находящийся в префектуре Хиого. Площадь города составляет 176,58 км², население — 78 393 человека (1 августа 2014), плотность населения — 443,95 чел./км².

## Географическое положение
Город расположен на острове Хонсю в префектуре Хиого региона Кинки. С ним граничат города Кобе, Санда, Какогава, Оно, Като и посёлок Инами.

## Население
Население города составляет 78 393 человека (1 августа 2014), а плотность — 443,95 чел./км². Изменение численности населения с 1980 по 2005 годы:
| 1980 | 78 297 чел. |  |
| 1985 | 82 636 чел. |  |
| 1990 | 84 445 чел. |  |
| 1995 | 86 562 чел. |  |
| 2000 | 86 117 чел. |  |
| 2005 | 84 361 чел. |  |

## Символика
Деревом города считается сосна, цветком — японская азалия (Rhododendron indicum).